# Ácido alfa-hidroxibutírico
Ácido alfa-hidroxibutírico ou ácido 2-hidroxi butanoico é o hidroxiácido derivado do ácido butanoico com uma hidroxila na posição alfa, ou seja, no segundo carbono.